# Nupsstadur
Nupsstadur (en islandais, Núpsstaður) est un hameau abandonné de la municipalité de Skaftárhreppur, dans le sud de l'Islande. Sa petite église (une des six de ce type à subsister en Islande) et ses habitations couvertes de gazon, son isolement et son site grandiose en font un vestige émouvant de l'Islande des XVIIe - XIXe siècles.

## Description
L'écart est construit sur les pentes sud du Bjarnasker, à vingt-cinq kilomètres de l'océan, au milieu d'une vaste prairie. Une falaise déchiquetée le surplombe au nord, tandis que la route circulaire no 1 passe quelques centaines de mètres au sud. L'habitation la plus proche est à 1,5 kilomètre à l'ouest. À l'est, se dresse l'abrupt promontoire Lómagnúpur, terminaison du mont Bjorninn au delà duquel commence le Skeidarársanður, l'immense (1 300 km2) plaine alluviale de graviers, sables et cendres alimentée par la fonte des glaciers et par les nombreuses éruptions des systèmes volcaniques du Grímsvötn et de l'Öræfajökull.
Autour de l'habitation principale (un bâtiment de pierre, construit sur deux niveaux), une chapelle et dix-huit dépendances plus ou moins délabrées confèrent au lieu un charme magique : toutes sont en bois et à toiture de gazon, témoignage de l'habitat des siècles passés. Cette technique de construction est connue en Europe du Nord dès l'âge de fer : elle consiste à couvrir l'édifice d'une épaisse couche de tourbe ou de terre enherbée, très efficace contre les rigueurs du climat. Vers la fin du XVIIIe siècle, une variante s'est développée en Islande avec façades et charpente en bois, tandis que toiture et côtés latéraux sont recouverts de terre.
Depuis le décès du dernier occupant en 2010, la ferme est inhabitée.

## Histoire
Núpsstaðakirkja, la minuscule église du hameau, est une des six églises couvertes de gazon qui subsistent en Islande ; elle est en très bon état.  Elle a été édifiée en 1657 — les parties les plus anciennes en témoignent —, probablement sur le site d'un ancien lieu de culte chrétien datant du XIIe siècle. Désacralisée en 1765 par un édit royal, elle fait office de chapelle familiale, d'oratoire et parfois d'entrepôt jusqu'à ce qu'elle devienne le premier édifice d'Islande à passer sous la protection du musée national d'Islande, en 1930. Elle est alors restaurée en 1958-1960 et à nouveau consacrée en 1961. L'autel de l'ancienne église Stóra-Dalskirkja daté de 1792, et des chandeliers provenant de l'église à toit de gazon du nord de l'Islande Víðimýrarkirkja meublent la petite pièce de bois.
Les maisons et cabanes couvertes d'herbe datent du XVIIIe et XIXe siècles.     

Núpsstaður pendant l'été 2016
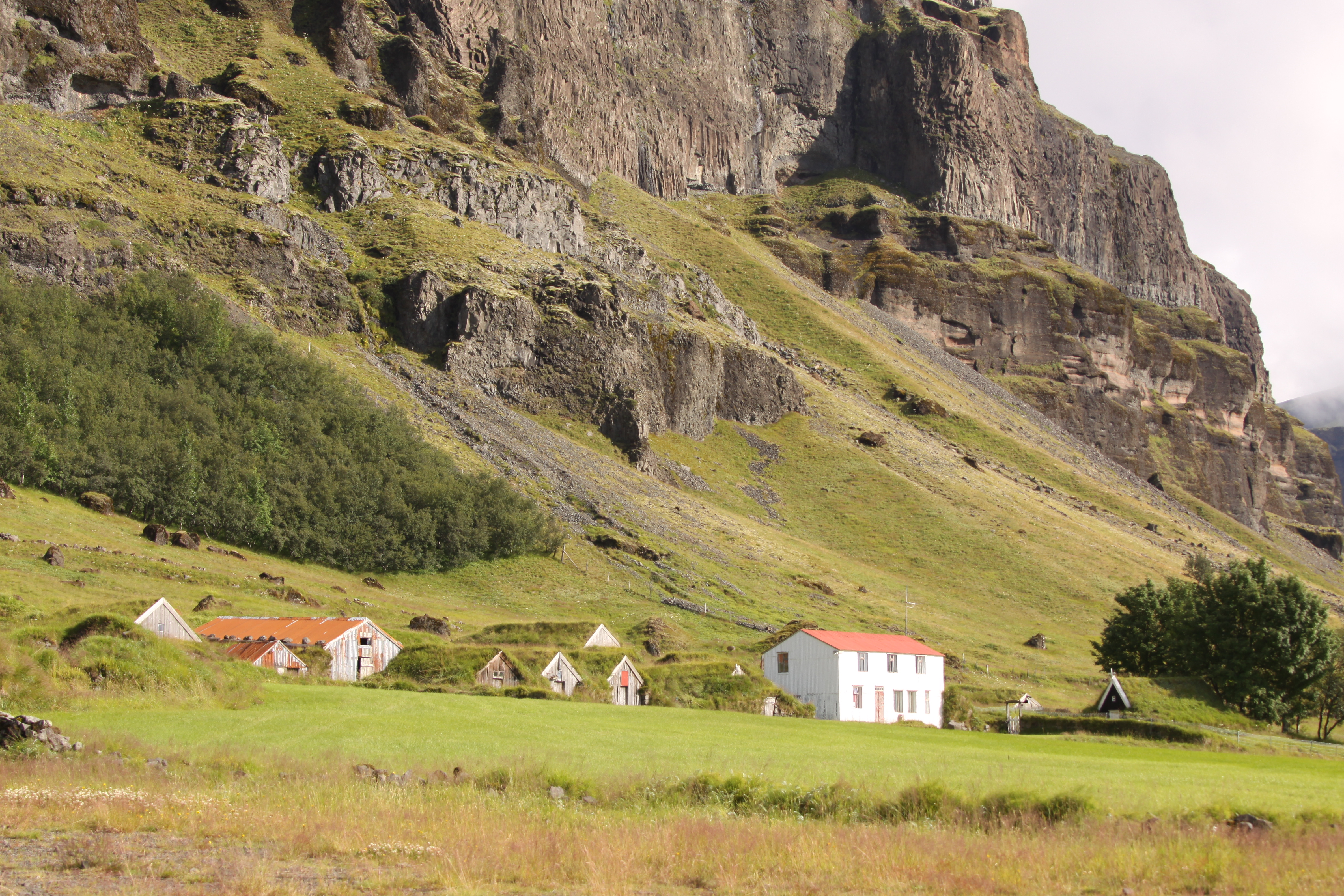
Vue d'ensemble du hameau
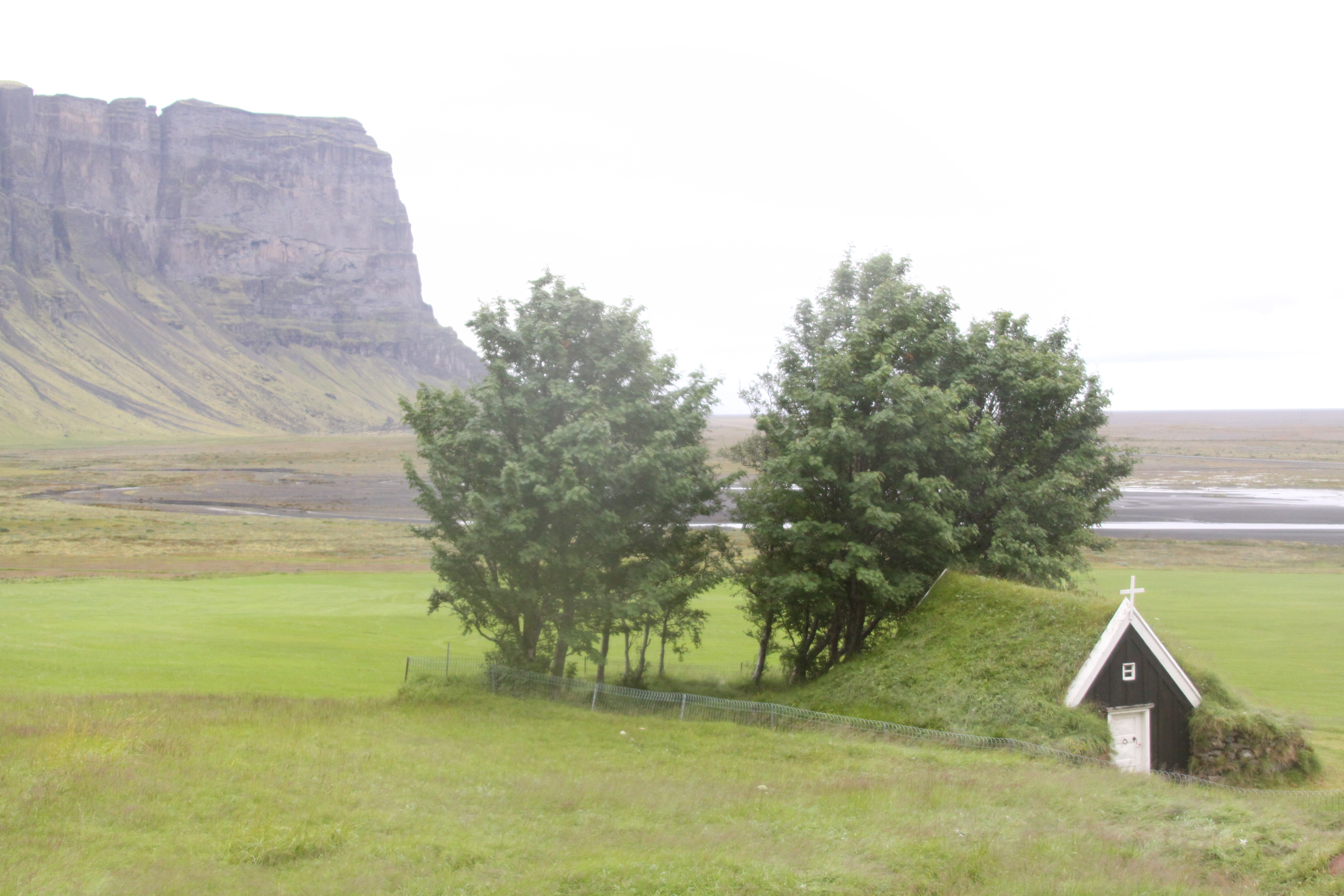
Núpsstaðakirkja devant le promontoire de Lómagnúpur
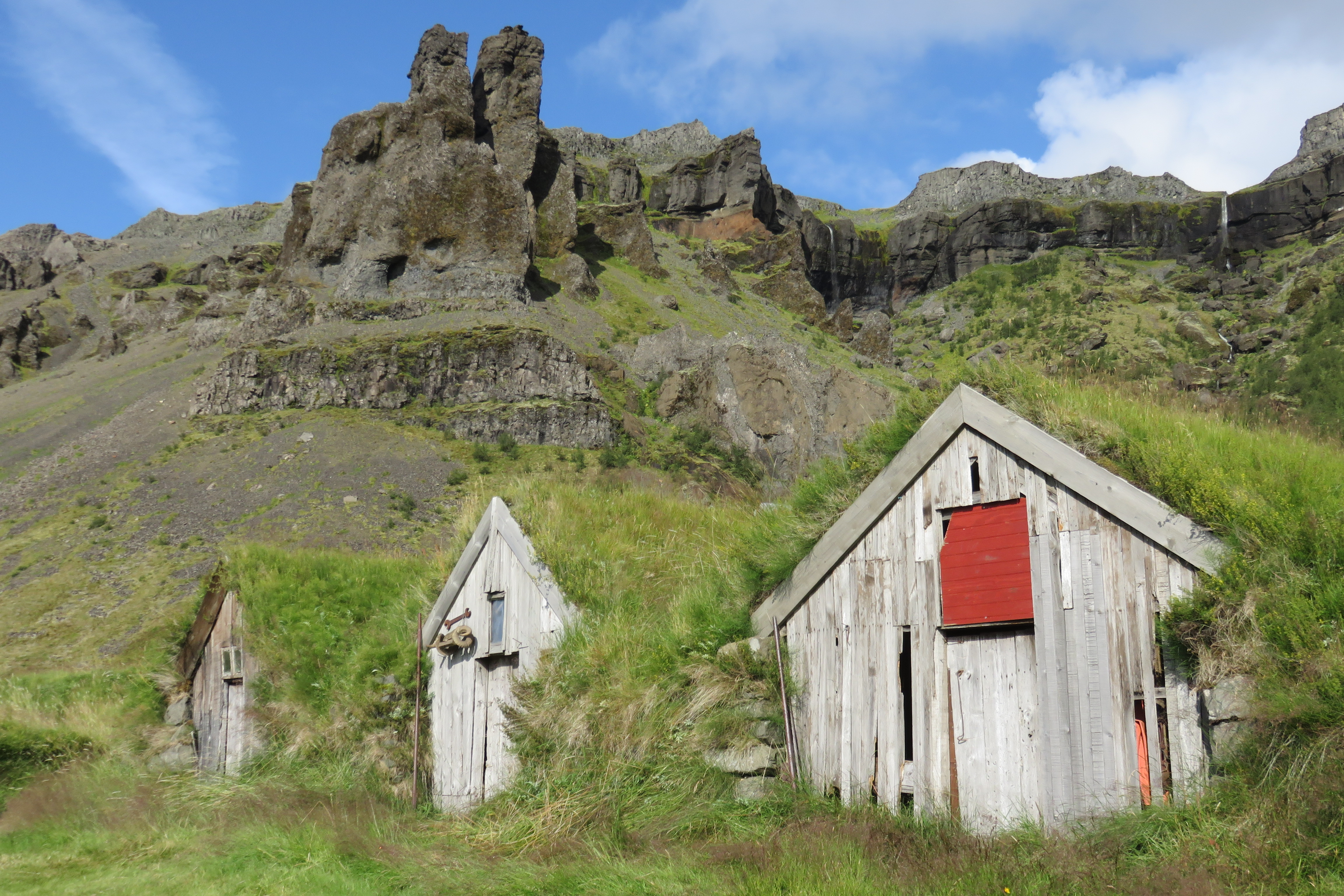
Toits de terre enherbés
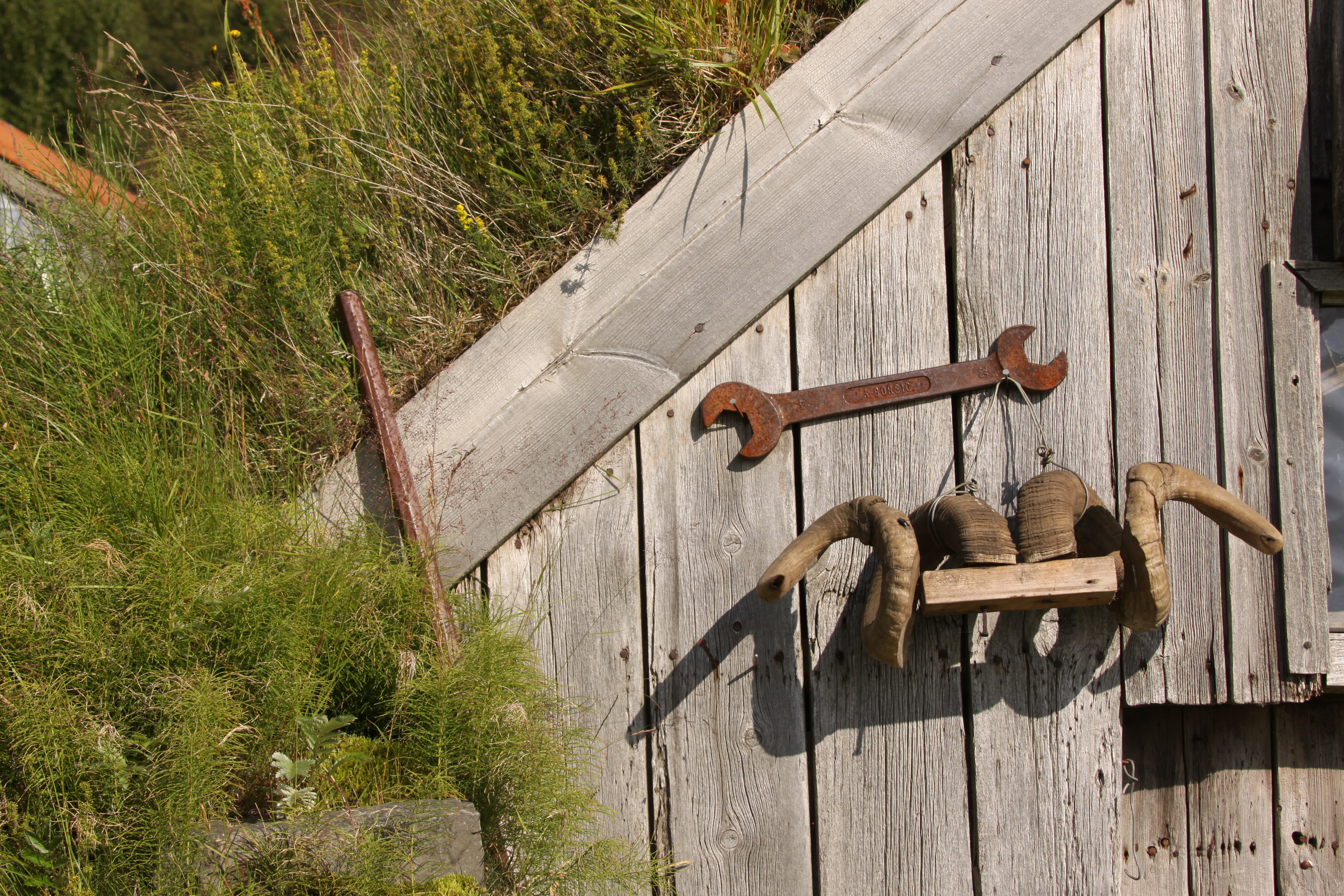
Détail

Si l'activité principale du hameau était évidemment agricole et pastorale, la localisation de la ferme, longtemps le point le plus oriental de la route sud avant l'immense sanður, faisait de ses propriétaire les passeurs désignés pour guider les voyageurs à travers le périlleux désert minéral et les gués de ses innombrables et changeantes rivières glaciaires. Ce n'est en effet qu'en 1974 que le gouvernement islandais a mis en service la route qui franchit la plaine alluviale.

## Les fermiers de Núpsstaður
Huit générations se sont succédé dans la ferme et en ont cultivé les terres :     
1. Jón Bjarnason (né en 1696 à Geirland et mort en mai 1792) s’installa à Nupsstaður en 1720. De sa seconde épouse Gudlaug Gissurardóttir (née en 1704 à Öraefunum et morte en 1754) il eut :
2. Hannes Jónson, fermier (né en 1734 et mort en 1784). Son épouse était Gudrun Bjarnadottir (née en 1732 et morte en 1803). Leur fils :
3. Jón Elder Hannesson, chef de l'exploitation (né le 26 novembre 1769 et mort le 13 août 1841), réputé pour son instruction et ses lectures. De sa seconde épouse Margrét Þorláksdóttir (née en 1781) il eut :
4. Dagbjartur Jónsson, fermier (né le 3 août 1808 et mort le 25 juin 1863). Il épousa Mālmfriður Eyjólfsdóttir (née en 1803) et de cette union naquit :
5. Margret Dagbjartsdóttir (née le 25 septembre 1843 et morte le 3 novembre 1873), femme au foyer. Son mari était Eyjolfur Stefansson (né le 7 janvier 1837 et mort le 11 mai 1885). Ils eurent pour fille :
6. Margrét Eyjólfsdóttir (née le 27 novembre 1864 et morte le 30 août 1882). Elle épousa Jón Jónsson (né le 25 novembre 1856 et mort le 26 septembre 1932) et devint à l'âge de quinze ans l'une des plus jeunes mères d'Islande. Leur fils était :
7. Hannes Jónsson, agriculteur et courrier du pays (né le 13 janvier 1880 et mort le 29 août 1968). Il guida les voyageurs dans le sanður pendant un demi-siècle. Son épouse était þoranna þórarinsdóttir (née le 14 mai 1886 et morte le 8 septembre 1972). Ils eurent 10 enfants, dont deux fils restèrent à la ferme. Le couple repose dans le minuscule cimetière à l'arrière de l'église de Nupsstaður.
8. Eujolfur Hannesson (né le 22 juin 1907 et mort le 23 juin 2004 à l'âge de 97 ans) et Filippus Hannesson[4] (né le 2 décembre 1909 à Nupsstaður et mort en 2010 à l'âge de 100 ans)

Depuis la mort de FiIippus, la ferme appartient au Musée national d'Islande. En 2016, elle ne se visite pas.

## Mythologie
À en croire le rêve de Flosi Þorgeirsson de la ferme Svinafell, raconté dans la saga de Njáll le Brûlé, le promontoire Lómagnúpur abrite le Géant à la barre de fer Bergrisi, celui des quatre esprits gardiens (Landvættir) de l'Islande qui protège la région sud-est. Il est aujourd'hui représenté sur le blason national et sur les pièces de monnaie islandaises.